# От меня к тебе
«От меня́ к тебе́» — концертный альбом группы «Оркестр креольского танго», выпущенный в 2004 году.

От издателя

Альбом «От меня к тебе» Андрея Макаревича и «Оркестра креольского танго» записан «живьем» в «Ле Клубе» в мае этого года. Это уже третий релиз «Оркестра креольского танго», в который входят 19 самых известных композиций с альбомов «И т. д.» и «Тонкий шрам на любимой попе», некоторые песни из сольного репертуара Андрея Макаревича и несколько новых, никогда не издававшихся. Создается впечатление, что с каждым разом Андрей Макаревич стремится сделать новый альбом ещё «живее»: даже студийные релизы «Оркестра» были записаны в режиме Live на «Студии на Таганке», а в концертный вошли бурные эмоции музыкантов «Оркестра», перед которыми были взволнованные зрители, а не пустые стены студии: «Когда альбом записывается всеми вместе в режиме live, но на студии, это совсем не то, как когда играешь его на концерте, — комментирует этот любопытный факт Андрей Макаревич. — За два с половиной года существования „Оркестра“ исполнение этих песен изменилось настолько, что ощутимо отличается от того, что было записано. Невозможно передать, что дает на пленке ощущение „живых“ эмоций музыкантов и зала. Сама по себе природа джаза импровизационна, и в течение двух лет, на всех концертах, мы готовились к записи этой пластинки».
Фирма грамзаписи «Никитин»

## Список композиций
1. Начало
2. Тем, кто ушёл
3. Наливай
4. Море любви
5. Было не снами
6. Когда её нет
7. Песенка про счастье
8. От меня к тебе
9. Ты или я
10. Брассенс и Бернес
11. Песня про отца
12. Песня про Машу и её сучку
13. Тонкий шрам на любимой попе
14. Он был старше её
15. Перекресток
16. Бесплатно только птички поют
17. Паузы
18. Вот и все
19. Дружба

## Участники записи
- Андрей Макаревич — вокал, акустика, электрогитара, перкуссия
- Сергей Остроумов — ударные
- Евгений Борец — фортепиано, клавишные
- Александр Антонов — скрипка
- Александр Дитковский — труба, перкуссия
- Александр Бакхаус — аккордеон
- Сергей Хутас — контрабас